# Margonin
Margonin is een stad in het Poolse woiwodschap Groot-Polen, gelegen in de powiat Chodzieski. De oppervlakte bedraagt 5,15 km², het inwonertal 2941 (2005).